# Апрельский марш
Апрельский марш — советская рок-группа, основана в Свердловске в 1986 году, член Свердловского рок-клуба. В настоящее время существует и выступает.

## История
Группа возникла в 1985 году как творческий союз композитора Игоря Гришенкова и поэта Евгения Кормильцева на волне увлечения психоделическим и арт-роком (King Crimson, Talking Heads и др.) и была, вероятно, наиболее необычным коллективом среди более-менее известных представителей свердловского рока.

Свои произведения «Апрельский марш» создавал в условиях раскованной атмосферы рокерского общежития, где репетиции плавно перетекали в пьянку, а таблетки запивались водкой под аккомпанемент Van Der Graaf Generator. Депрессию сменяло вдохновение, а на стенах домов внезапно возникали неизведанные материки, заселенные белыми кроликами, грибами-мутантами и пылающей флорой.
— Александр Кушнир. 100 магнитоальбомов советского рока, 1999
В 1986 году группа принимает участие в I фестивале только открывшегося рок-клуба и записывает дебютный магнитоальбом «АМ-I». Выступление стало провальным, а дебютная работа не получила широкого хождения из-за любительского качества записи.
Через год был записан альбом «Музыка для детей и инвалидов» в следующем составе: Игорь Гришенков (клавиши), Сергей Елисеев (бас), Игорь Акаев (барабаны), вокалисты Михаил Симаков и Наталья Романова, Юрий Богатиков (гитара). Хотя Гришенков и Кормильцев были сторонниками пребывания группы в музыкальном андеграунде, «Апрельский марш» все же начал гастрольную деятельность, однако особой популярности не добился. Одной из причин стал запрет на исполнение песни «Котлован» со стороны Кормильцева и исключения оной из концертного репертуара группы. Это послужило поводом ухода из коллектива вокалистки Натальи Романовой.
В 1988 году «Апрельский марш» записывает альбом «Голоса», причем Настя Полева спела в одном из вариантов песни «Голоса» (в 1994 г. эта песня была записана группой «Настя» и выпущена на альбоме кавер-версий «Танец на цыпочках»). В 1990 году группа принимает участие в акции «Рок чистой воды». В начале 1990-х группа фактически прекращает существование, Игорь Гришенков в 1993—95 гг. играл в группе «Настя». В 1993 г. «Апрельский марш» принимают участие в трибьюте группы Nautilus Pompilius. В 1994 г. они записывает музыкальный материал, подготовленный в конце 1980-х, и выпускают альбом «Сержант Бертран». Последующего за альбомом возрождения группы так и не произошло.
Воссоединение «Апрельского марша» состоялось уже в 2000-е годы. В последнее время коллектив собирается и выступает с программой каверов на старые песни зарубежных исполнителей. Этот этап зафиксирован на концертном DVD «Live in Rassoha» (2005).
В 2022 году «Апрельский марш» выпустили альбом «Карго-культ».

## Последний состав
- Игорь Гришенков (композитор, клавишные, вокал)
- Евгений Кормильцев (автор текстов)
- Сергей Пучков (бас)
- Сергей Чернышёв (гитара)
- Юрий Мишков (гитара)
- Михаил Симаков (вокал, саксофон, флейта, укулеле)
- Владимир Назимов (барабаны)
- Алина Нифантьева (вокал)
- Ольга Невская (вокал)
- Сергей Наумов (перкуссия, харп)

Бывшие участники
- барабанщики — Илья Скуратовский (1985, позже — «Панки по пьянке», «Бит-бардак»), Андрей Котов (ex-«Урфин Джюс», «Кабинет», «ПАП», позже — «Агата Кристи», 1990—1991), Игорь Акаев (1986-87, 1988), Игорь Злобин (1987-88, ex — «Тайм-Аут», позже «ЧАЙФ», «Внуки Энгельса»), Андрей Литвиненко (1988), Александр Плясунов (ex — «Урфин Джюс», 1988), Олег Кудрявцев (1992), Альберт Потапкин, Сергей Сметанин (1989-90)[1], Юрий Ковалевский
- бас — Сергей Елисеев (1986—1992), Сергей Амелькин
- гитара — Игорь Майборода (1986), Юрий «Ринк» Богатиков (ex-«Урфин Джюс», «Кунсткамера», 1987-88, позже биг-бэнд Чекасина), Сергей Чернышёв (1988-92)
- вокал — Наталья Романова (Теплякова)

## Дискография
- 1986 — АМ-I (не распространялся)
- 1987 — Музыка для детей и инвалидов
- 1988 — Голоса
- 1988 — …Быстрее жизнь прожить (совместно с Дмитрием «Дименцием» Митрохиным)
- 1990 — Звезда полынь (не распространялся)
- 1991 — Голоса (сборник)
- 1994 — Сержант Бертран
- 2005 — Апрельский марш. Live in Rassoha (DVD)
- 2022 — Карго-культ

## Синглы
- 2003 — Вольно (кавер Агата Кристи)

## Фильмография
- 1989 — Сон в красном тереме (документальный)
- 1991 — Большое золото мистера Гринвуда